# Cantó de Latas

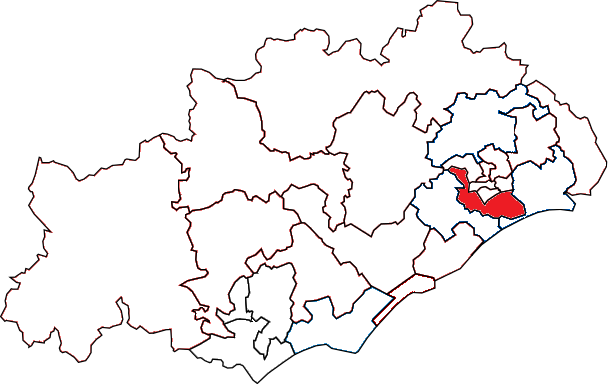
El cantó de Latas a l'Erau

El cantó de Latas és un cantó francès del departament de l'Erau, a la regió d'Occitània. Forma part del districte de Montpeller, té 5 municipis i el cap cantonal és Latas.

## Municipis
- Juvinhac
- Latas
- Peròus
- Sant Joan de Vedats
- La Veruna